# Попгригорово
Попгригорово е село в Североизточна България. То се намира в община Добричка, област Добрич.

## История
През 1854 година по време на Кримската война през селото минава четата на Георги Сава Раковски.
През Османския период, след Освобождението и през периода на румънско господство над Добруджа от 1919 до 1940 година селото се нарича Вели факъ. По време на Първата световна война през август 1916 г. от селото насилствено са интернирани в Молдова 30 етнически българи от мъжки пол на възраст от 19 до 72 г., начело с поп Григор Димитров Бояджиев. По предложение на Комисията за наименованията с народностно и обществено значение, днешното си име селото получава със заповед на МЗ № 2191/обн. 27 юни 1942 г.  в чест на своя мъченически загинал през 1922 г. свещеник.
Запазени са сведения за репресии спрямо местното население от страна на румънските власти през 1928 г., и 1929 г., както и за селски сбор с курбан на 9 май 1930 г.
През социалистическия период от 1950 до 1958 г. в толбухинското село функционира ТКЗС „Ернст Телман”.

## Население
Преброяване на населението през 2011 г.
Численост и дял на етническите групи според преброяването на населението през 2011 г.:
|                     | Численост | Дял (в %) |
| Общо                | 91        | 100,00    |
| Българи             | 91        | 100,00    |
| Турци               | 0         | 0,00      |
| Цигани              | 0         | 0,00      |
| Други               | 0         | 0,00      |
| Не се самоопределят | 0         | 0,00      |
| Неотговорили        | 0         | 0,00      |

## Обществени институции и културни забележителности
- Кметство
- Пощенска станция.
- Храм  " Свети Николай", построен през 1905 г. и смятан за един от най-старите в Добричко.

## Религии
Цялото население на селото е съставено единствено от християни